# شیموکوبه یوریهارا
شیموکوبه یوریهارا (انگلیسی: Shimokōbe Yukihira;تولد نامشخص، احتمالاً قرن دوازده، مرگ نامشخص، اما نه زودتر از ۱۱۹۵) یک فرد نظامی در شوگون‌سالاری کاماکورا بود.